# 미국화

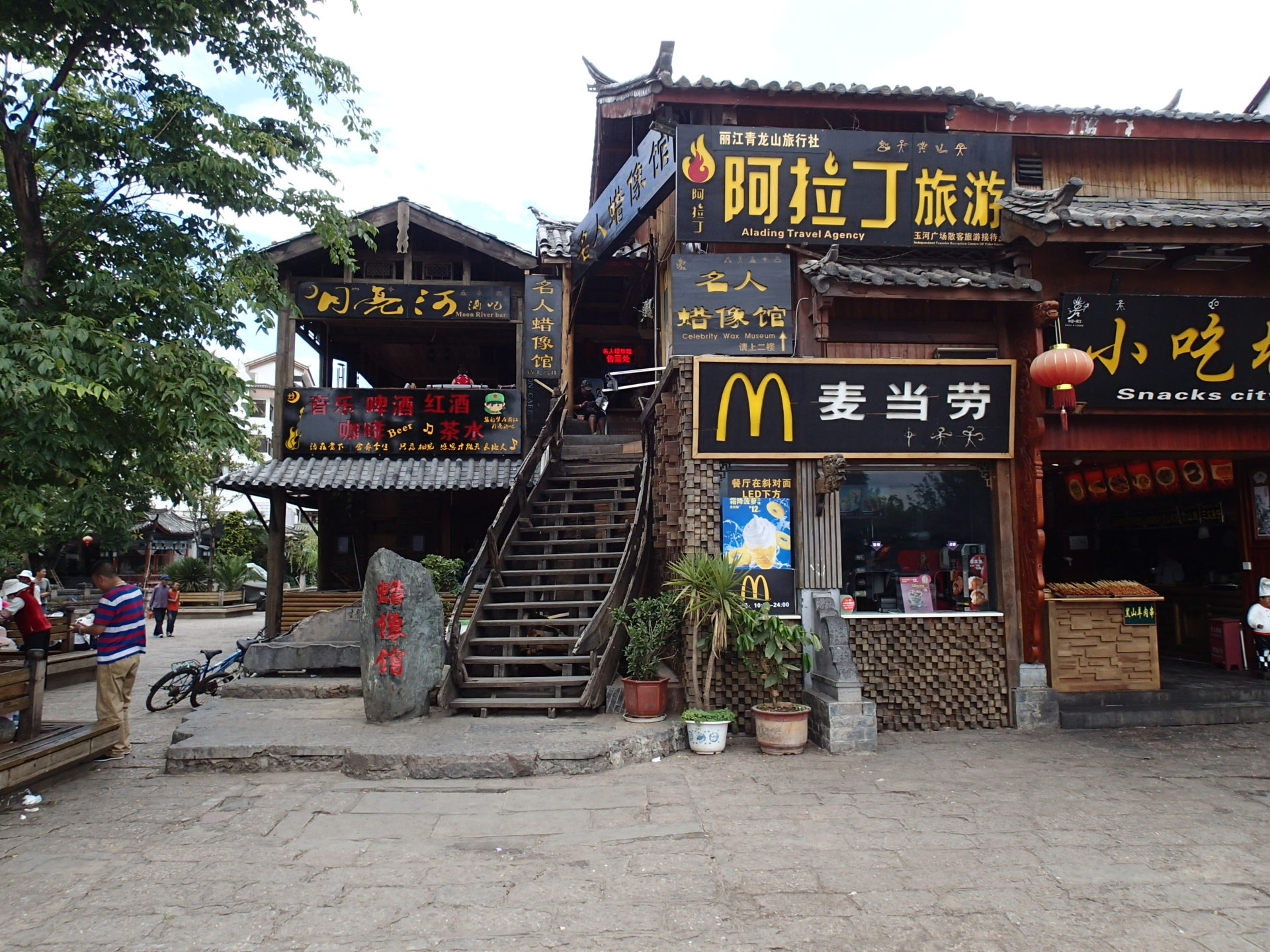
중국의 맥도날드. 맥도날드는 많은 국가에서 미국화의 상징으로 널리 알려져 있다.

미국화(美國化, 영어: Americanization)는 미디어, 요리, 비즈니스 관행, 대중 문화, 기술 또는 정치 방식을 포함하여 미국 문화와 비즈니스가 미국 밖의 다른 국가에 미치는 영향이다. 이 용어는 적어도 1907년부터 사용되어 왔다. 경멸적인 용어는 아니지만 대상 국가의 비평가들이 그 영향력에 반대하는 것으로 해당 용어를 자주 사용한다.
미국화는 1991년 소련체제가 끝난 후, 2000년대 중반 초고속 인터넷이 널리 보급되면서 더욱 널리 퍼졌다. 유럽에서는 최근 몇년 동안 구글, 페이스북, 트위터, 아마존, 애플 우버 등 많은 미국 기술 산업 회사들을 통한 미국화에 대한 우려가 커지고 있다.  유럽 정부들은 미국의 새로운 거대 기업들과 관련된 사생활, 독점 금지 및 세금 문제에 대해 점점 더 우려를 표명하고 있다. 미국 월스트리트저널(WSJ)은 2015년 "유럽 최고위급 정책권에서 미국 기술 기업들의 권력에 대한 깊은 우려"를 보도했다.
미국에서 미국화(Americanization)라는 용어는 이민자 또는 원주민(캘리포르니오스 또는 루이지애나 크리올 등)이 미국의 관습과 가치에 적응하는 과정을 말한다.

## 미디어와 대중 문화

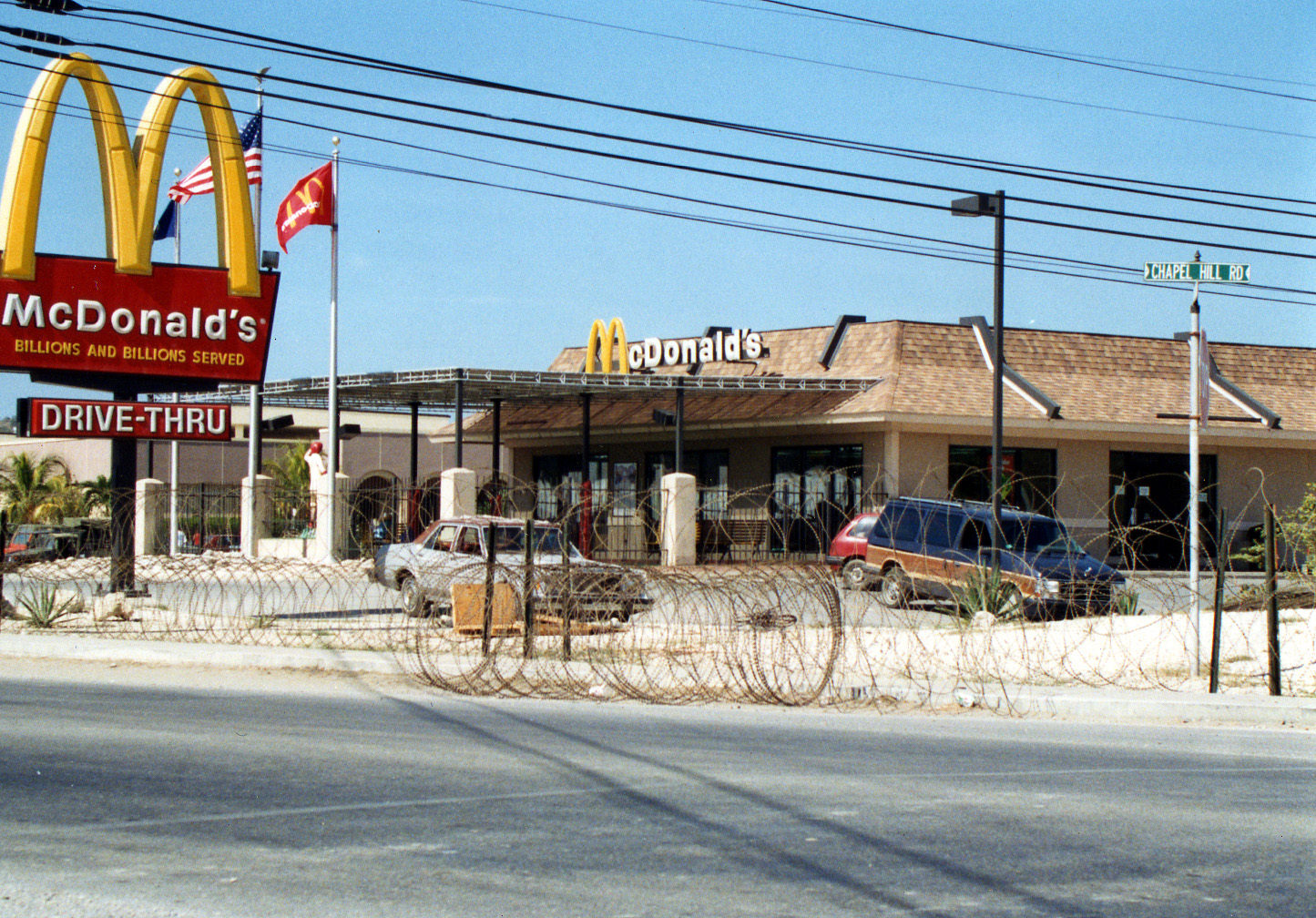
관타나모만 해군기지의 맥도날드.

미국 영화 및 TV 산업인 할리우드는 1920년대 이후 세계 대부분의 미디어 시장을 장악했다. 이는 전 세계 사람들이 미국의 패션, 관습, 풍경 및 생활 방식을 보는 주요 매체이다.
일반적으로 미국 정부는 영화, 텔레비전, 책, 잡지 등의 보급을 촉진하는 역할을 위주로 했다. 하지만, 제2차 세계대전을 일으킨 나라들의 점령 이후, 미국 정부는 전체주의를 없애고 공산주의에 대항하는 민주주의를 촉진하기 위해 이들 국가들의 언론을 재편하는 것에 중요한 역할을 했다. 예를 들어, 독일에서 1945년 미국 점령 본부인 군사 정부 사무소는 뮌헨에 기반을 둔 자체 신문을 시작했다. 노이에 자이퉁 (Die Neue Zeitung)은 전쟁 전에 미국으로 대피한 독일인과 유대인 에미그레들이 편집하였다. 그 목적은 나치 문화 잔재를 청산하고 독일인들이 미국 문화가 어떻게 운영되는지를 알게 함으로써 민주주의를 장려하는 것이었다. 스포츠, 정치, 사업, 할리우드, 패션, 그리고 국제 문제에 대하여 세부적인 사항들이 있었다. 미국화는 소련이 붕괴되기 전부터 주기적으로 철의 장막 위로 퍼져나갔다.
미국 텔레비전 프로그램의 외국 버전은 전 세계에 재방송되며, 이들 중 대부분은 미국 방송사와 자회사(예: HBO Asia, CNBC Europe, CNN International)를 통해 재방송된다. 많은 배급사들은 자 텔레비전 채널에서 주로 미국 프로그램을 방송한다. 2006년, 라디오 타임스가 20개국을 대상으로 실시한 설문조사에 따르면, 가장 많이 시청한 10개국 중 7개의 미국 쇼는 CSI: 마이애미, 로스트, 위기의 주부들, 심슨 가족, CSI: 과학수사대, 위드아웃 어 트레이스, 천재소년 지미 뉴트론 순이었다.
미국 영화는 또한 전 세계적으로 매우 인기가 있으며, 2차 세계대전의 잔재를 없애기 위한 미국 제품의 높은 수요로 인해 종종 영화관을 지배하기도 한다. 역대 최고 흥행작 50위 안에 든 영화들은 전부 미국에서 혹은 부분적으로 만들어졌다. 종종 미국과 다른 나라들 간의 자유무역협정의 협상의 일부는 스크린 쿼터를 포함한다. 멕시코는 북미자유무역협정(NAFTA) 발효 후 스크린 쿼터를 폐지했다. 한국은 자유무역협정의 일환으로써 미국의 압력으로 스크린 쿼터를 줄이는데 동의했다.
엘비스 프레슬리와 마이클 잭슨과 같은 많은 미국 음악가들은 전 세계적으로 잘 알려져 있으며 각각 5억 장 이상의 앨범을 판매했다. 마이클 잭슨의 앨범 Thriller는 1 억 판매량을 기록한 역대 베스트셀러 앨범이다.
책과 트윗에서 영어 단어의 어휘와 철자를 연구한 결과, 미국 영어는 영국 영어보다 유럽 연합의 커뮤니티에서 일반적으로 쓰인다. 이러한 경향은 제 2차 세계 대전 이후와 소련 종식 이후에 더욱 두드러진다.

## 비즈니스 및 브랜드

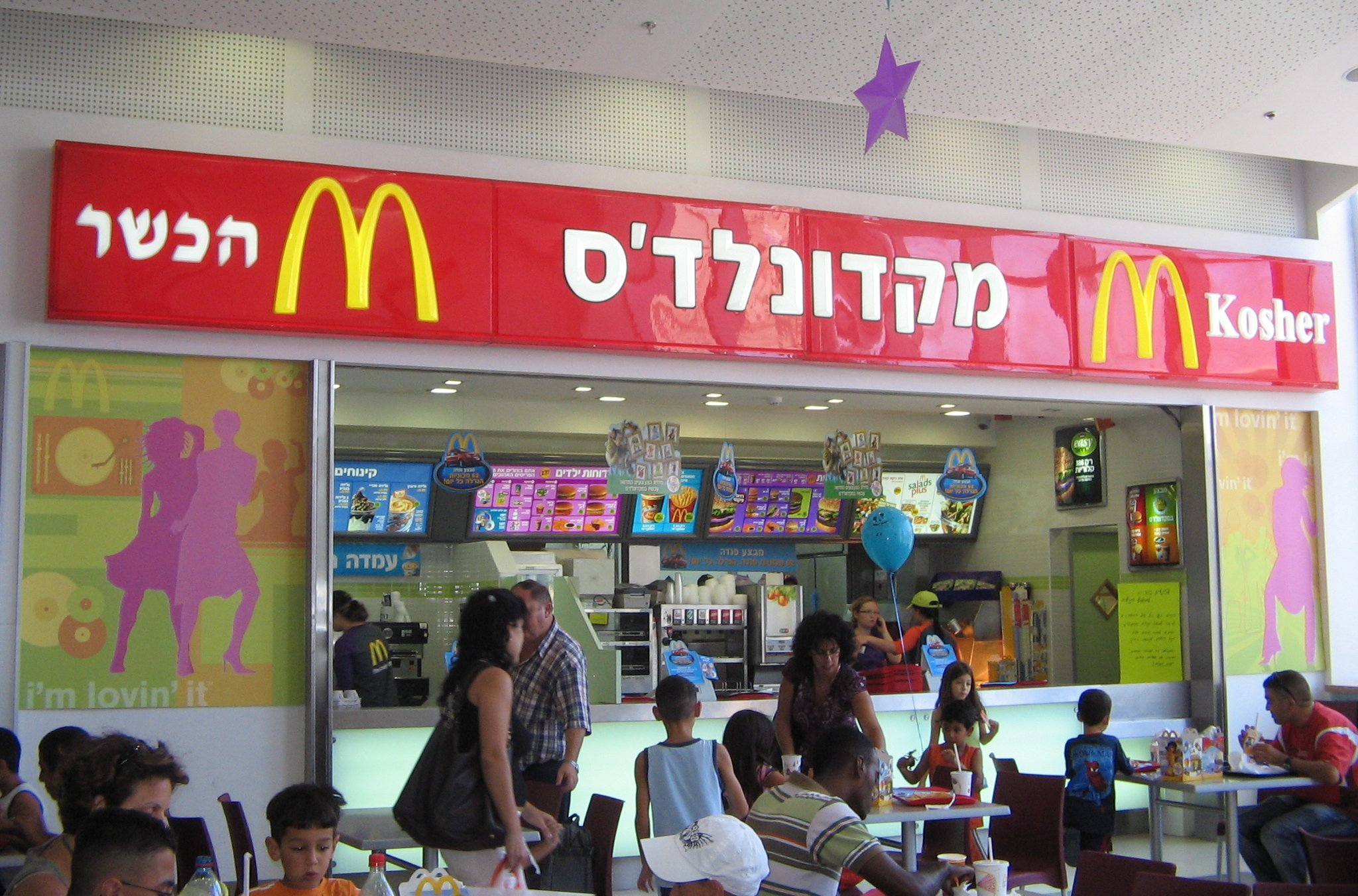
이스라엘 아슈켈론의 카슈루트 맥도날드

매출 기준 상위 10개의 글로벌 브랜드 (2017) 중 7개는 미국 기업으로, 애플, 구글, 마이크로소프트, 코카콜라, 아마존, 페이스북, IBM 순이다. 이전에 1위를 차지했던 코카콜라는 종종 미국화의 상징으로 여겨지며, 미국의 소프트 파워를 상징하는 모든 것에 대해 "코카콜라 외교"라는 용어가 쓰이기도 할 정도이다. 패스트푸드는 종종 미국 마케팅 지배력의 상징으로 간주된다. 맥도날드, 버거킹, 피자헛, KFC, 도미노피자 같은 회사는 전 세계에 수많은 매장을 운영하고 있다.

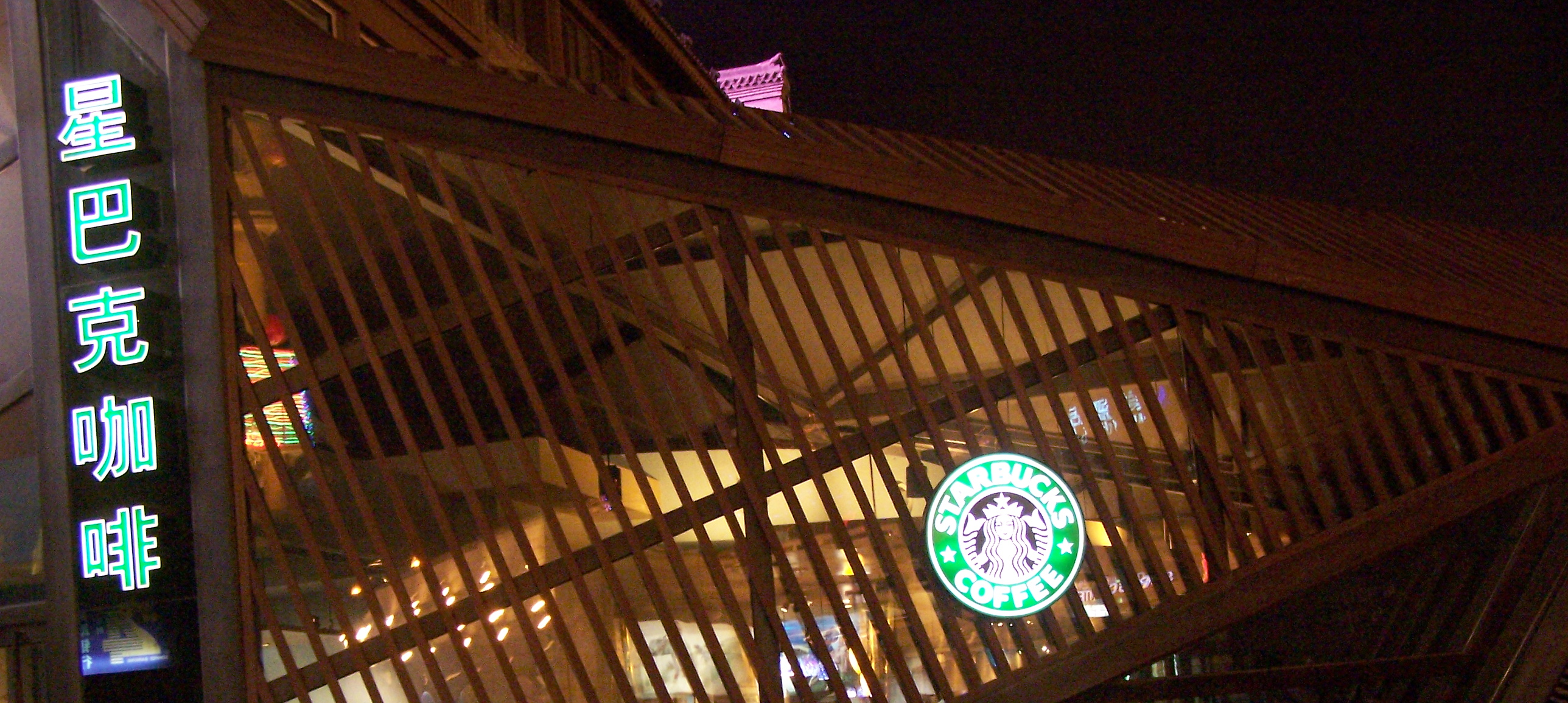
중국 시안의 스타 벅스 커피.

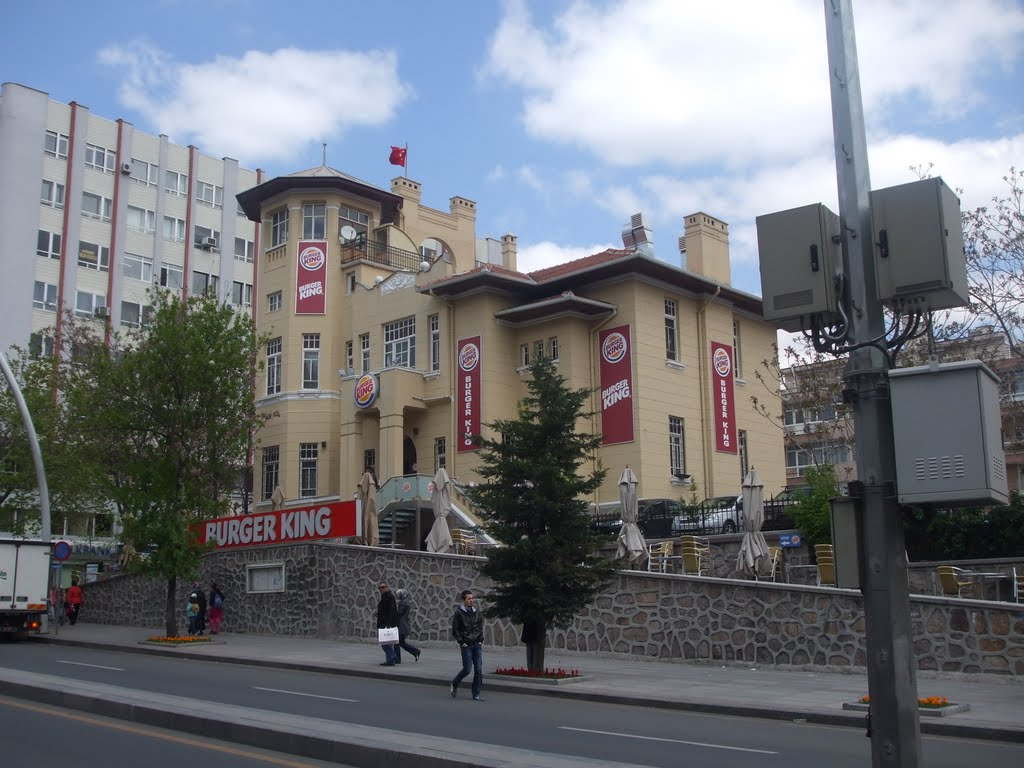
터키 앙카라의 버거 킹.

마이크로소프트, 애플, 인텔, HP, 델, IBM 등 세계에서 가장 큰 컴퓨터 회사 중 상당수가 미국 기업이며, 전 세계에서 판매되는 소프트웨어의 대부분은 미국에 본사를 둔 기업에서 제작되고 있다. Carayannis와 Campbell은 "미국은 세계적으로도 소프트웨어 부문에서 매우 막강한 위치를 차지하고 있다."라고 말했다.
1900년까지 관찰자들은 "미국화"를 진보, 그리고 혁신과 동등하게 보았다. 1920년대 독일에서, 미국의 효율성 운동은 "합리화"라고 불렸으며 강력한 사회 경제적 힘이었다. 부분적으로, 그것은 미국 모델, 특히 포디즘을 분명히 보여주었다. "합리화"는 더 높은 생산성과 더 높은 효율을 의미하며 과학이 번영을 가져올 것이라고 약속한 것이다. 일반적으로, 그것은 새로운 수준의 현대화를 전제로 하고 경제 생산과 소비, 그리고 공공 행정에 적용되었다. 산업가와당원, 엔지니어와 건축가, 교육자와 학자, 중산층 페미니스트와 사회 복지사, 정부 관료와 많은 정당의 정치인에 의해 다양한 버전의 합리화가 추진되었다. 이데올로기와 실천으로써 합리화는 기계, 공장, 거대한 기업뿐만 아니라 중산층과 노동자 계층의 독일인들의 삶도 변화시켰다.
백화점들은 저렴한 가격과 체인점들로 많은 지역 업체들을 위협했다. 소규모 사업체들은 미국 시장으로부터 수입원을 보호하기 위해 단호하게 저항했다.
냉전 기간 동안, 미국화는 전세계의 소련화 과정에 대항하는 방법 중 하나였다. 교육, 학교, 그리고 특히 대학 등은 미국화를 주요 목표가 삼았다. 그러나 대학 커뮤니티의 미국화에 대한 저항이 일어나기도 하였다.

## 가시성

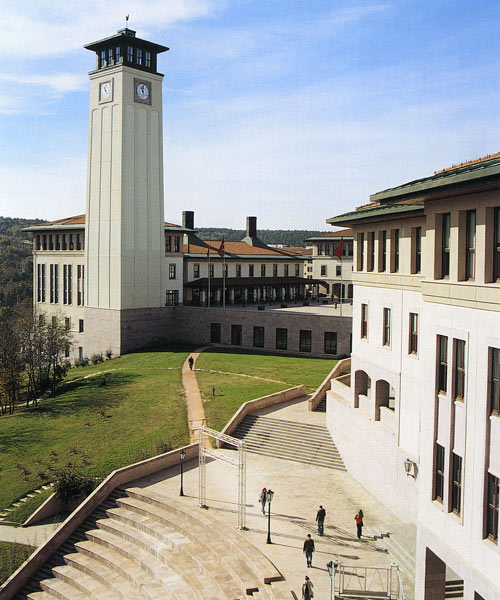
Koz University는 터키 최고의 대학 중 하나로 미국 모델에 기반을 두고 있다. 이 대학에는 미식 축구팀인 코즈 람도 있다.

1950년부터 1965년까지 유럽에 대한 미국의 투자는 800%나 증가하여 139억 달러를 기록했으며 유럽 경제 공동체에 대한 투자는 10배 증가한 62억 5천만 달러를 기록했다. 유럽이 미국 투자에서 차지하는 비율은 15%에서 28%로 증가했다. 그 투자는 매우 눈에 띄는 일이었고 많은 이야깃거리가 되었다. 하지만, 유럽에 대한 미국의 투자는 전체 유럽 투자의 50%임에도 불구하고, 유럽 경제 공동체에 대한 미국 소유 기업은 전체 노동력의 2~3%만 고용하고 있다. 미국 투자의 기본적인 이유는 더 이상 생산 비용 절감, 빠른 경제 성장 또는 유럽의 이익 증가가 아니라 주로 미국의 기술적 우위에 기반을 둔 경쟁력 있는 위치를 유지하고자 하는 욕구이다. 미국의 투자에 대한 반대는 처음에는 프랑스에 국한되었지만 나중에 다른 유럽 국가들로 확산되었다. 여론은 미국의 광고와 사업 방법, 인사 정책, 그리고 미국 회사들에 의한 영어 사용에 분개하기 시작했다. 미국 달러화의 지배적 위치에 따른 인플레이션의 원인으로 지목된 국제통화제도에도 비판이 쏟아졌다. 그러나 1970년대까지 미국에 대한 유럽의 투자는 그 반대보다 훨씬 더 빠르게 증가했고, Geir Lundestad는 미국인들이 유럽에 투자하는 것에 대한 언급은 적다는 것을 알게 되었다.

## 최근 동향
1991년 소련 붕괴 이후 미국화가 더욱 보편화되었다. 1980년대 후반까지 공산주의 언론은 특히 미국에 대하여 비판적인 것으로 여겨질 수 있었다. 블라디미르 푸틴 대통령 시절 러시아가 그 역할을 이어나갔고, 중국에서도 비슷한 경향이 있다. 푸틴은 2013년 뉴욕타임스(NYT)에 자국을 예외적으로 불가결한 국가로 여기는 미국의 성향을 비판하는 의견을 기사에 실었다. 푸틴은 "동기가 어떻든 간에, 사람들이 그들 자신을 예외적인 존재로 보도록 독려하는 것은 극도로 위험하다"고 경고했다.
반미주의의 새로운 차원은 미국 인터넷 기술의 만연함에 대한 두려움이다. 2008년부터 광범위한 고속 인터넷 및 스마트폰 기술을 통해 미국화가 빠르게 이루어졌으며, 실리콘 밸리에서 설계되고 있는 새로운 애플리케이션과 하드웨어의 상당 부분이 이에 사용되고 있다. 유럽에서는 구글, 페이스북, 트위터, 아이폰, 우버를 통한 지나친 미국화에 대한 우려가 커지고 있다. 유럽 정부들은 점점 더 사생활 문제 뿐만 아니라 미국의 새로운 거대 기업들과 관련된 독점 금지와 세금 문제에 대해 우려를 표명하고 있다. 이것은 그들이 현저하게 세금을 피해가고 있으며, 유럽의 사생활 보호법을 위반할 수 있는 정보를 게시하고 있다는 우려가 있다. 미국 월스트리트저널(WSJ)은 2015년 "유럽 최상급 정책권에서 미국 기술 기업들의 권력에 대한 깊은 우려"를 보도했다.
미얀마 역시 세계에서 가장 미국화가 된 국가인데, 이들은 단위 계산을 미국과 같은 야드, 인치, 갤런 등으로 계산한다.

## 역사학
Berghan은 '미국화'와 '서양화'의 개념의 유용성에 대한 논쟁을 분석한다. 그는 냉전 기간 동안 미국이 유럽에 끼친 문화적 영향을 다룬 유럽-미국 관계에 대한 최근 연구를 검토한다. 그런 다음 경제 및 기업사 분야에서 이 주제에 대한 관련 작업에 대해 논의한다. 전반적으로, 이 기사는 '미국화'라는 개념을 그들의 문화나 경제 역사에 대한 연구에 적용한 사람들이 이 시기에 대서양을 횡단하는 관계의 복잡성에 대해 잘 알고 있었다는 것을 보여준다.

## 같이 보기
- 미국의 문화
- 아메리칸 드림
- 미국 제국주의
- 미국으로의 이민
- 반미 감정
- 팍스 아메리카나
- 문화 제국주의
- 군사 세계화
- 신식민주의
- 맥도날드화
- 팍스 아메리카나
- 소프트 파워
- 서구화
- 토착화

## 관련 문헌
- Abdulrahim, Masoud A., Ali A. J. Al-Kandari, and Mohammed Hasanen, “The Influence of American Television Programs on University Students in Kuwait: A Synthesis,” European Journal of American Culture 28 (no. 1, 2009), 57–74.
- Andrew Anglophone (Ed.), "Californication and Cultural Imperialism: Baywatch and the Creation of World Culture", 1997, Point Sur: Malibu University Press, .
- Campbell, Neil, Jude Davies and George McKay, eds. Issues in Americanisation and Culture. Edinburgh: Edinburgh University Press, 2004.
- DeBres, Karen. "A Cultural Geography of McDonald's UK," Journal of Cultural Geography, 2005
- Fehrenbach, Heide, and Uta G. Poiger. "Americanization Reconsidered," in idem, eds., Transactions, Transgressions, Transformations: American Culture in Western Europe and Japan (2000)
- Glancy, Mark. Hollywood and the Americanization of Britain, from the 1920s to the present (I.B. Tauris, 2013), 340 pages, ISBN 978-1-84885-407-9
- Glancy, Mark. "Temporary American citizens? British audiences, Hollywood films and the threat of Americanization in the 1920s." Historical Journal of Film, Radio and Television (2006) 26#4 pp. 461–84.
- Gräser, Marcus Model America, EGO - European History Online, Mainz: Institute of European History, 2011, retrieved: March 8, 2021.
- Haines, Gerald K. The Americanization of Brazil: A Study of U.S.Cold War Diplomacy in the Third World, 1945–54, Scholarly Resources, 1993
- Hendershot, Robert M. Family Spats: Perception, Illusion, and Sentimentality in the Anglo-American Special Relationship (2008)
- Hilger, Susanne: The Americanisation of the European Economy after 1880, European History Online, Mainz: Institute of European History, 2012, retrieved: June 6, 2012.
- Kroes, Rob. "American empire and cultural imperialism: A view from the receiving end." Diplomatic History 23.3 (1999): 463-477 online.
- Martn, Lawrence. Pledge of Allegiance: The Americanization of Canada in the Mulroney Years, Mcclelland & Stewart Ltd, 1993, ISBN 0-7710-5663-X
- Malchow, H.L. Special Relations: The Americanization of Britain? (Stanford University Press; 2011) 400 pages; explores American influence on the culture and counterculture of metropolitan London from the 1950s to the 1970s, from "Swinging London" to black, feminist, and gay liberation. excerpt and text search
- Moffett, Samuel E. The Americanization of Canada (1907) full text online
- Nolan, Mary.  Visions of Modernity: American Business and the Modernization of Germany (1995)
- Nolan, Mary. "Housework Made Easy: the Taylorized Housewife in Weimar Germany's Rationalized Economy," Feminist Studies. Volume: 16. Issue: 3. pp. 549+
- Reynolds, David. Rich relations: the American occupation of Britain, 1942-1945 (1995)
- Rydell, Robert W., Rob Kroes: Buffalo Bill in Bologna. The Americanization of the World, 1869–1922, University of Chicago Press, 2005, ISBN 0-226-73242-8
- Willett, Ralph. The Americanization of Germany, 1945–1949 (1989)
- Zenklusen, Stefan: A Look Back at a Quarter Century of Globalization - Verifying the Thesis of Anglo-Americanization, Göttingen 2020, ISBN 978-3-7369-7273-5

## 역사학
- Berghahn, Volker R. "The debate on 'Americanization'  among economic and cultural historians," Cold War History, Feb 2010, 10#1 , pp. 107–30
- Kuisel, Richard F. "The End of Americanization? or Reinventing a Research Field for Historians of Europe" Journal of Modern History 92#3 (Sept  2020) pp 602–634 online.